# Placówka Żandarmerii Wojskowej w Świętoszowie
Placówka Żandarmerii Wojskowej w Świętoszowie – była terenowa jednostka organizacyjna Żandarmerii Wojskowej i jednostka wojskowa
 (identyfikator 9185892, kryptonim radiowy „Dalia”).
14 kwietnia 1992 roku komendant Żandarmerii Wojskowej Śląskiego Okręgu Wojskowego, płk mgr Tadeusz Niekrasz polecił komendantowi Wydziału Żandarmerii Wojskowej w Żaganiu, w terminie do 25 kwietnia 1992 roku, sformować nieetatową Placówkę Żandarmerii Wojskowej w m. Świętoszów według etatu:
- komendant (chorąży)
- 3 chorążych / podoficerów zawodowych
- drużyna żandarmerii
  - dowódca drużyny (podoficer zasadniczej służby wojskowej)
  - 2 dowódców patroli (podoficerowie zasadniczej służby wojskowej)
  - 9 strzelców
  - kierowca
- 1 samochód interwencyjny
- 1 radiotelefon stacjonarny
- 1 radiotelefon samochodowy
- 2 radiotelefony przenośne

Kadra zawodowa, dowódca drużyny, kierowca i jeden strzelec zostali wyznaczeni ze składu osobowego Wydziału ŻW Żagań. Pozostali żołnierze zasadniczej służby wojskowej zostali skierowani do Wydziału ŻW w Żaganiu w dniu 22 kwietnia 1992 roku celem pełnienia dalszej służby wojskowej z Oddziału ŻW w Poznaniu (dowódca patrolu i 2 strzelców), z Oddziału ŻW we Wrocławiu (2 strzelców), z Wydziału ŻW w Krośnie Odrzańskim (dowódca patrolu i 1 strzelec), z Wydziału ŻW w Opolu (2 strzelców) i Wydziału ŻW w Gliwicach (1 strzelec).
W dniu 20 kwietnia 1994 roku szef Inspektoratu Szkolenia – zastępca szefa Sztabu Generalnego Wojska Polskiego zatwierdził właściwość terytorialną jednostek Żandarmerii Wojskowej. Zgodnie z wymienioną decyzją Placówka ŻW w Świętoszowie obejmowała swoją właściwością teren gminy Małomice i miasta Małomice w województwie zielonogórskim oraz gminy Osiecznica w województwie jeleniogórskim.
Z dniem 25 maja 1994 roku komendant Wydziału ŻW w Żaganiu powołał Grupę Organizacyjną w składzie mł. chor. Marek Ulita i mł. chor. Robert Luchowski oraz dziewięciu żołnierzy zasadniczej służby wojskowej z zadaniem fizycznego zabezpieczenia budynku koszarowego dla przyszłej Placówki ŻW w Świętoszowie.
W dniu 27 maja 1994 roku w Świętoszowie mł. chor. Marek Ulita przyjął w użytkowanie część budynku nr 384 w kompleksie K-7785. Budynek nr 384 (później oznaczony nr 13), wybudowany w 1936 roku, został oddany po remoncie kapitalnym.
Z dniem 1 stycznia 1995 roku rozpoczęła funkcjonowanie etatowa Placówka Żandarmerii Wojskowej w Świętoszowie.
W dniu 25 maja 1995 roku komendant główny Żandarmerii Wojskowej, gen. bryg. Alfons Kupis dokonał "oficjalnego" otwarcia Placówki ŻW.

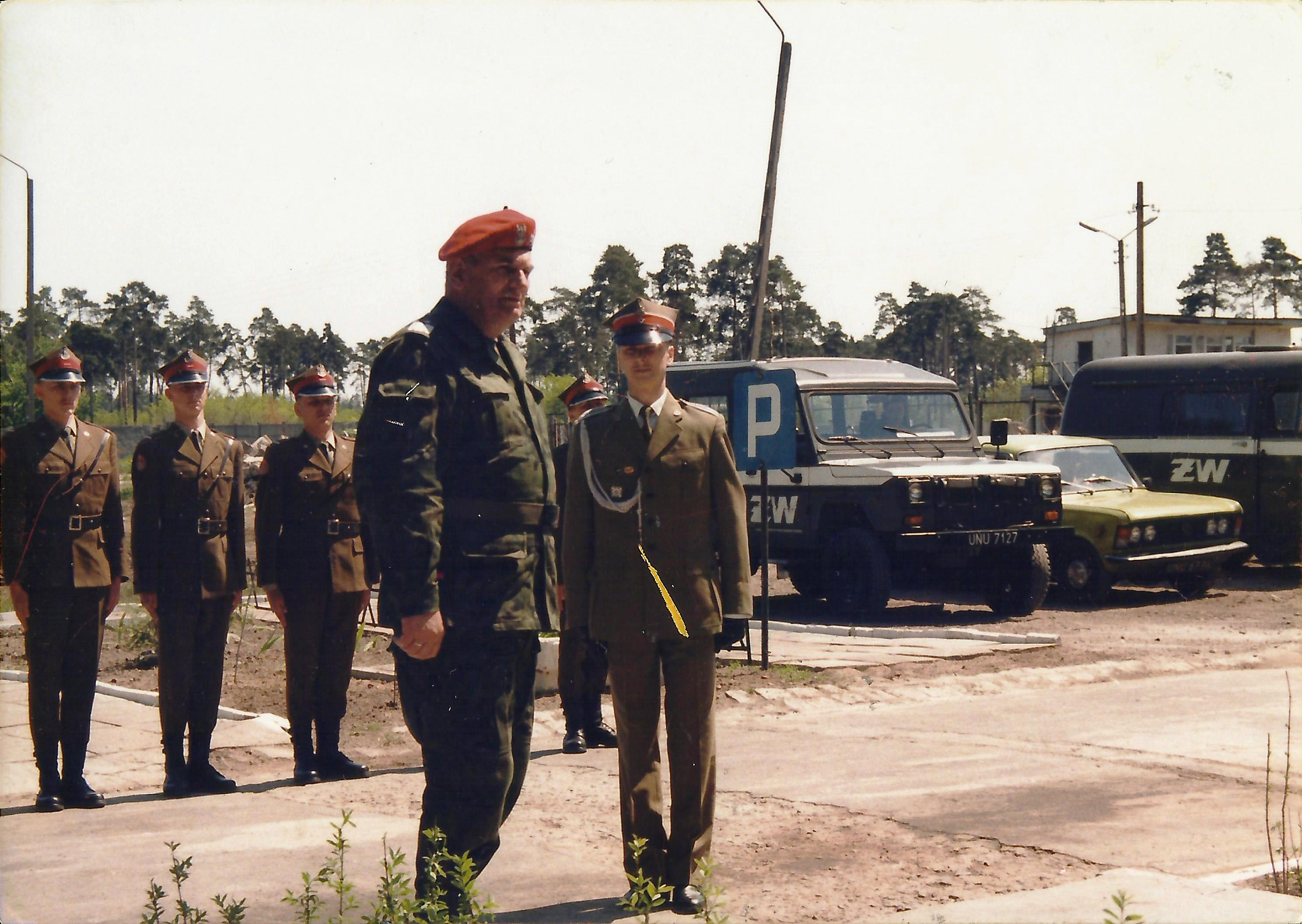
Otwarcie Placówki.

W dniu 27 grudnia 2000 roku na podstawie rozkazu Nr Pf-36/Org. komendanta głównego Żandarmerii Wojskowej z dnia 19 grudnia 2000 roku komendant Wydziału ŻW w Żaganiu, ppłk Janusz Hinc przekazał, a komendant Oddziału ŻW we Wrocławiu, ppłk Kazimierz Szwej przyjął w podporządkowanie Placówkę ŻW w Świętoszowie, funkcjonującą według zbiorczego etatu wojenno-pokojowego Nr 89/183/31.
W dniu 2 maja 2001 roku komendant Placówki ŻW w Świętoszowie w wykonaniu rozkazu Nr Pf-15/Org. komendanta głównego Żandarmerii Wojskowej z dnia 11 kwietnia 2001 roku określającego sposób i termin rozformowania Placówki ŻW w Świętoszowie powołał komisję likwidacyjną.
W dniu 6 września 2001 roku komendant główny Żandarmerii Wojskowej wydał rozkaz Nr Pf-57/Org. w sprawie zmian w jednostkach organizacyjnych ŻW, którym anulował poprzedni rozkaz Nr 15/Org. z dnia 11 kwietnia 2001 roku dotyczący rozformowania Placówki ŻW w Świętoszowie. Jednocześnie komendant główny Żandarmerii Wojskowej nakazał komendantowi Oddziału ŻW we Wrocławiu - przekazać, a komendantowi Oddziału ŻW w Żaganiu - przyjąć w podporządkowanie Placówkę ŻW w Świętoszowie.
W dniu 18 października 2001 roku w Świętoszowie komendant Oddziału ŻW we Wrocławiu, płk mgr Marek Gosk - przekazał, a komendant Oddziału ŻW w Żaganiu, ppłk mgr Janusz Hinc - przyjął w podporządkowanie Placówkę ŻW w Świętoszowie funkcjonującą według etatu Nr 89/183/31. W dniu przyjęcia stan osobowy Placówki ŻW w Świętoszowie liczył jednego pracownika wojska i sześciu żołnierzy, w tym dwóch chorążych, jednego podoficera zawodowego i trzech żołnierzy zasadniczej służby wojskowej. Na ewidencji Placówki ŻW znajdowały się wówczas trzy pojazdy mechaniczne marki: Tarpan Iveco nr rej. UNU 8159 rok produkcji 1991, Polonez 1,6GLI nr rej. UWZ 4301 rok produkcji 1995 i Mercedes 290GD nr rej. UWZ 4274 rok produkcji 1995. Broń i sprzęt uzbrojenia od dnia 28 czerwca 2001 roku znajdowały się w Oddziale Gospodarczym - 11 Batalionie Zaopatrzenia.
W związku z rozformowaniem 11 Batalionu Zaopatrzenia Oddziałem Gospodarczym dla Placówki ŻW została 10 Brygada Kawalerii Pancernej.
W dniu 1 stycznia 2002 roku weszła w życie Ustawa z dnia 24 sierpnia 2001 roku o Żandarmerii Wojskowej i wojskowych organach porządkowych, na mocy której Placówka ŻW w Świętoszowie stała się terenową jednostką organizacyjną Żandarmerii Wojskowej, a pełniący w niej służbę żołnierze uzyskali ustawowe umocowanie swoich uprawnień i kompetencji służbowych.
28 marca 2002 roku Placówka ŻW otrzymała z Oddziału ŻW w Żaganiu wyciąg z rozkazu Nr Pf-8/Org. komendanta głównego Żandarmerii Wojskowej w sprawie zmian organizacyjnych w jednostkach Żandarmerii Wojskowej. Zgodnie z otrzymanym rozkazem komendant Placówki ŻW w Świętoszowie, w terminie do 30 kwietnia 2002 roku, przeformował Placówkę ŻW w Świętoszowie na nowy etat wojenno-pokojowy Nr 62/227/0 oraz osiągnął gotowości mobilizacyjną w terminie do 31 grudnia 2002 roku. Jednocześnie wycofany został dotychczasowy zbiorczy etat wojenno-pokojowy Nr 89/183/*, a zachowana została właściwość terytorialna Placówki ŻW w Świętoszowie obejmująca gminę Osiecznica z powiatu bolesławieckiego, województwa dolnośląskiego.
21 kwietnia 2004 roku komendant główny Żandarmerii Wojskowej, gen. bryg. Bogusław Pacek, w towarzystwie komendanta Oddziału ŻW w Żaganiu, płk. Wiesława Szczygielskiego, wizytował Placówkę ŻW w Świętoszowie.
1 lipca 2004 roku weszła w życie nowa ustawa pragmatyczna. W związku z powyższym w całych siłach zbrojnych RP zostały przeprowadzone zmiany organizacyjno-kadrowe. W ramach tych zmian Placówka Żandarmerii Wojskowej w Świętoszowie została przeformowana, w terminie do dnia 30 czerwca 2004 roku, na nowy etat wojenno-pokojowy Nr GW/051/0. Z dniem 1 lipca 2004 roku unieważniony został dotychczasowy etat Nr 62/227/0.
Do 30 czerwca 2011 roku Placówka Żandarmerii Wojskowej w Świętoszowie została rozformowana. W dotychczasowej siedzibie Placówki rozlokowały się komórki organizacyjne nowo powstałego 43 Wojskowego Oddziału Gospodarczego.
W latach 1995–2011 w Placówce Żandarmerii Wojskowej w Świętoszowie pełniło służbę 206 żołnierzy, w tym:
- 44 żołnierzy zawodowych służby stałej i kontraktowej (4 oficerów, 38 podoficerów i 2 szeregowych zawodowych),
- 162 żołnierzy zasadniczej służby wojskowej i zasadniczej nadterminowej służby wojskowej,

oraz zatrudnionych było 7 pracowników wojska. Wszyscy pracownicy wojska oraz jeden podoficer zawodowy reprezentowali płeć żeńską. Spośród 162 żołnierzy zasadniczej i nadterminowej służby wojskowej 12 kontynuowało służbę wojskową w Placówce ŻW w Świętoszowie, w charakterze żołnierzy zawodowych (4 podoficerów i 8 szeregowych zawodowych).
Komendanci Placówki ŻW w Świętoszowie:
- mł. chor. Marek Ulita (1995)
- st. chor. szt. Czesław Frajnagel (1996 - 17 VII 1997)
- chor. szt. Jan Biłyk (18 VII 1997 - 16 XI 1999)
- mł. chor. szt. Jacek Zienkiewicz (18 XI 1999[10] - 29 VI 2004)
- kpt. Piotr Filipowski (30 VI 2004 - 10 X 2005)
- mjr Arkadiusz Janicki (10 X 2005 - 30 IX 2008)
- mjr Piotr Filipowski (1 X 2008 - 30 XI 2010)
- kpt. Hubert Kijewski (1 XII 2010 - 30 VI 2011)